# Green Hill Zone
Green Hill Zone (グリーンヒルゾーン, Gurīn Hiru Zōn) é o primeiro estágio do jogo eletrônico Sonic the Hedgehog, lançado originalmente para o Sega Genesis em 1991. O nível é gramado e exuberante, contém elementos ambientais como palmeiras, loops verticais e penhascos, além de ser o lar de inúmeros animais da floresta. Como outras fases do jogo, a Green Hill Zone é composta por três atos; no terceiro, Sonic luta contra o antagonista Doutor Eggman antes de passar para o segundo nível, Marble Zone. Ela foi construída pelo desenhista de níveis Hirokazu Yasuhara e seu tema musical foi composto por Masato Nakamura.
A Green Hill Zone é lembrada como um clássico tanto na série Sonic the Hedgehog como nos jogos eletrônicos em geral. O estágio e sua música também receberam opiniões positivas dos críticos. Ela reapareceu em outros jogos, tais como Sonic Adventure 2, Sonic Battle e Sonic Generations, além de fases parecidas terem sido incluídas em outras séries.

## Origens e história
Green Hill Zone é o primeiro estágio de Sonic the Hedgehog. Localizado na Ilha do Sul, é uma fase exuberante, gramada e com características únicas, como palmeiras e penhascos em ruínas. Além disso, como um nível inicial, Green Hill tem características ambientais e obstáculos como rampas, loops verticais, túneis, trampolins, espinhos e pontos de checagem. É normalmente povoada por criaturas da floresta, mas o antagonista Doutor Eggman os aprisionou dentro de robôs conhecidos como Badniks antes dos eventos do jogo; o jogador deve então destruí-los para libertar os animais. Depois de derrotá-lo, Sonic vai para o segundo nível, Marble Zone, uma fase com temática de lava.
Sonic the Hedgehog foi criado pelo recém-formado Sonic Team, uma subsidiária da Sega com quinze membros formada para criar um personagem que poderia competir com o Mario da Nintendo. Os níveis foram desenhados por Hirokazu Yasuhara e a trilha sonora composta por Masato Nakamura, da banda japonesa Dreams Come True. Na concepção de Green Hill, Yasuhara se inspirou no estado americano da Califórnia, enquanto o esquema de cores do jogo, em geral, foi influenciado pelo trabalho do artista pop Eizin Suzuki. A fase original foi feita em 2D side-scrolling, enquanto o nível secreto presente em Sonic Adventure 2 apresenta uma Green Hill completamente em 3D; o jogador pode liberá-la após recolher todos os 180 emblemas encontrados ao completar muitos objetivos no jogo. Sonic Generations, título de 2011 que revisita entradas antigas da série Sonic the Hedgehog, tem ambas as versões 2D ("Clássica") e 3D ("Moderna") de Green Hill, bem como vários outros estágios. Uma releitura do nível apareceu em Sonic Mania (2017).
Além disso, Green Hill apareceu como uma fase em Sonic Battle, Sega Superstars Tennis, Mario & Sonic at the Sochi 2014 Olympic Winter Games, Lego Dimensions, Super Smash Bros. Brawl, Super Smash Bros. for Nintendo 3DS e Dengeki Bunko Fighting Climax.

## Impacto cultural

### Recepção crítica
Green Hill Zone recebeu opiniões consistentemente positivas dos críticos, especialmente por sua música. Craig Snyder do MakeUseOf chamou o estágio de um dos cinco melhores níveis de jogos eletrônicos, considerando-o como "uma grande maneira de se preparar para o que está por vir". Tim Turi da Game Informer achou a música "cativante", e Wong classificou-a como a décima terceira melhor canção da era de 16 bits. Em 2010, o gerente da comunidade da Sega Aaron Webber voltou de férias e encontrou seu cubículo redecorado para se assemelhar com a Green Hill; Levi Buchanan da IGN afirmou que "todos querem voltar" para lá, e Owen Good do Kotaku exclamou: "quero trabalhar na Green Hill Zone também!". Escrevendo para a Sabotage Times, Carl Anka classificou o Sonic the Hedgehog original como tendo a melhor música de todos os jogos eletrônicos, em grande parte como resultado do tema da primeira fase.
Os críticos geralmente comparam os primeiros níveis de jogos posteriores de Sonic com esta fase. Turi considera a Emerald Hill de Sonic the Hedgehog 2, Mushroom Hill de Sonic & Knuckles e Seaside Hill de Sonic Heroes parecidas com o estágio do jogo original, notando a repetição nos desenhos de níveis de Sonic e afirmando que "os jogadores têm jogado a Green Hill Zone dezenas de vezes." No entanto, para ele a versão clássica contida em Generations "bate todas as outras" em ambas as suas encarnações 2D e 3D. Justin Baker da Nintendo World Report e Skrebels comparou a Windy Hill de Sonic Lost World à Green Hill, enquanto Carter achou o mesmo da fase para download inspirada em The Legend of Zelda.

### Impacto e legado

A Green Hill Zone "clássica" de Sonic Generations.

O estágio também tem sido reconhecido pelos críticos como uma fase clássica e bem conhecida. Ela foi descrita como "clássica" por Samit Sarkar da Polygon e por Jim Sterling e Chris Carter do Destructoid. Comparativamente, Joe Skrebels da Official Nintendo Magazine chamou-a de "nostálgica", enquanto Christopher Grant da Joystiq disse que o estágio está "no centro de seu santuário para jogos retrôs". Kevin Wong da Complex afirmou que a popularidade do jogo e deste nível era tanta que "mesmo se você não tivesse um Genesis, você tinha jogado esse nível em uma loja de departamentos enquanto seus pais faziam compras." Andy Kelly do Computer and Video Games chamou o tema de "uma fatia monumental de nostalgia da Sega", do mesmo modo como o escritor da GamesRadar. Justin Towell também referiu-se a ela como clássica. Segundo Anka, a "Green Hill Zone no jogo original se tornou como uma peça de música instantaneamente reconhecível na cultura pop".
Para marcar décimo quinto aniversário de Sonic em 2006, a Sega lançou uma versão em papercraft da Green Hill no formato PDF em seu site. Em 2011, não muito depois do lançamento de Generations, a empresa realizou um concurso convidando os jogadores a carregar jogatinas da versão 3D da Green Hill concluída em menos de um minuto e cinquenta segundos no YouTube; os vencedores ficavam elegíveis para receber produtos da série.